# アーッレ・メリカント
アーッレ・メリカント（Aarre Merikanto, 1893年6月29日 – 1958年9月28日）はフィンランドの作曲家。父親は作曲家で音楽教授のオスカル・メリカント。

## 経歴
1911年にヘルシンキで学んだ後、1912年から1914年までライプツィヒ音楽院に留学してマックス・レーガー、1915年から1915年までモスクワ音楽院でセルゲイ・ワシレンコに師事。1917年にはペトログラードに滞在し、この時期にアレクサンドル・スクリャービンの音楽を知って決定的な影響を受けた。1919年にフィンランドで結婚。
初期の交響詩《レンミンカイネン》Lemminkäinen や《交響曲 第1番 ロ短調》（いずれも1916年）は、ジャン・シベリウスの影響のもとに国民楽派の作曲様式にしたがっているが、フィンランド独立後の1920年代にかけてモダニズムの方向を模索した。交響詩《パン》（1924年）では明らかにスクリャービンの《法悦の詩》や《プロメテ―焔の詩》に影響された楽想を随所に聞き取ることができる。《クラリネットとホルン、弦楽六重奏のための協奏曲》（1925年出版）はヨーロッパ大陸にその名を知らしめた作品で、響きは聴感的にパウル・ヒンデミットの作品に近い。
1920年代のメリカントは、同じくスクリャービンに心酔した、エルネスト・ペーングーやヴァイノ・ライティオの2人と並んでフィンランドの前衛音楽の推進者として悪名を馳せ、「恐るべき子供たち」たちとして、言うなれば「父なるシベリウスへの反逆児」として、はっきり言えば無視された。このため彼らは、フィンランド楽壇で孤立し続けた。たとえばメリカントは、急進的な作風に傾く前に歌劇《ユハ》Juha を1920年に完成させていたものの、この作品が歌劇場に受理されたことはなかった。このような状況が耐えられなかった彼らのうち、ライティオとメリカントは穏健な作風への回帰を余儀なくされ、転向のできなかったペーングーは自殺した。《ユハ》は現在フィンランド国内で、20世紀前半における最も重要なフィンランドの舞台音楽の一つとされている。
メリカントはすでに1930年代には後期ロマン派の様式に戻っているが、しかしかつてのような国民楽派の様式に戻ったわけではない。この時期に作曲された《4つの管弦楽曲》や《宗教的アンダンテ》は、分かりやすく印象深い旋律が使われているが、和声的にはいわゆる「中期スクリャービン」やモーリス・ラヴェルを思わせるところがある。《ピアノ協奏曲 第2番》（1937年）や《チェロ協奏曲 第2番 ニ短調》（1941年作曲、1944年改訂）はより全音階的だが、独奏楽器の扱いやオーケストレーション、和声的感覚や旋律の歌わせ方がセルゲイ・プロコフィエフを連想させる。《ピアノ協奏曲 第3番》（1955年）はいくぶんバルトーク・ベーラに近い。

## その他の作品
- ピアノ協奏曲 第1番（1913年）
- ヴァイオリン協奏曲 第1番（1915年）
- 交響曲 第2番 イ長調（1918年）
- チェロ協奏曲 第1番（1919年）
- ヴァイオリン協奏曲 第2番（1925年）
- 管弦楽のための夜想曲（1928年）
- オーケストラのための10の小品（1930年）
- ヴァイオリン協奏曲 第3番（1931年）
- 交響曲 第3番「単一楽章の交響曲」（1953年）
- 創世記（1956年）

## 外部サイト
- フィンランド音楽情報センター